# Ряузов, Борис Яковлевич
Борис Яковлевич Ряузов (1 июля 1919, Бирючья Коса, Астраханская область — 13 августа 1994, Красноярск) — советский и российский художник-пейзажист;  заслуженный деятель искусств РСФСР (1958), член-корреспондент Академии художеств СССР (1970), лауреат Государственной премии РСФСР им. И.Е. Репина (1973),  народный художник РСФСР (1978), действительный член Академии художеств СССР (1987).

## Биография
Борис Яковлевич Ряузов родился 1 июля 1919 года в селе Бирючья Коса Астраханской области. 
С 1939 по 1941 год учился в Омском художественном училище у Т. П. Козлова. Участник выставок с 1940 года. Член Союза художников РСФСР с 1942 года. На 27 декабря 1944 года — старший сержант, разведчик-артиллерист 19-го гвардейского стрелкового корпуса. 
С 1946 года жил и работал в Красноярске. 
Председатель Красноярского отделения Союза художников РСФСР (1948-1956 и 1962-1965 годы). В 1975-1988 годах — член правления Союза художников СССР. Награждён дипломами и почётными грамотами Министерства культуры РСФСР и СССР, Союза художников РСФСР и СССР. 
Участник областных, краевых, региональных, всесоюзных выставок. Персональные выставки в Красноярске в 1960, 1979, 1980, 1986, 2019 годах. 
Работы художника экспонировались на зарубежных выставках: в Польше — в 1954 году; в ФРГ — в 1970 году; в Западном Берлине — в 1971 году; в Японии — в 1972 году; в Канаде — в 1975 году; в Италии — в 1976 году. С 1955 года по 1990 год выставлялся в Румынии, Болгарии, Сирии, Египте, Ливане, Новой Зеландии.
Первый из художников, живших за Уралом, избранный действительным членом Академии художеств СССР.
За серию картин «Исторические места в Сибири, связанные с жизнью и деятельностью Ленина» (1962-1973 гг.), «Дом, в котором жил В. И. Ленин» и др. присуждена Государственная премия РСФСР им. И. Е. Репина (1973). 
В 1978 году преподавал в Красноярском государственном институте искусств.
Скончался 13 августа 1994 года в Красноярске. Похоронен на Бадалыкском кладбище города Красноярска.

## Память
21 апреля 2005 года в Красноярске был открыт музей художника Бориса Ряузова (ул. Ленина, 127).

Мемориальная доска

В 2019 году в честь 100-летия со дня рождения художника на проспекте Мира дом 100, где художник проживал с 1962 по 1994 годы, была установлена мемориальная доска (скульптор Антон Тырышкин). В марте того же года в честь художника появился Ряузовский переулок, соединяющий улицу Красной Армии и проспект Мира.

## Живопись
Борис Ряузов принадлежит к поколению таких мастеров, как Георгий Нисский, Николай Ромадин, Ефрем Зверьков. 
Выразительно точные композиционные приёмы, неповторимо индивидуальная цветовая палитра, поразительное владение оттенками белого цвета, живое разнообразие фактуры, рельефно выступающих красочных поверхностей — профессиональный арсенал живописно-пластических средств мастера. 
Как писала искусствовед Марина Москалюк, — «…он видел цветом, чувствовал цветом, и умел это передать. Звучность и сила колорита, свежесть и непосредственность письма, выразительность и точность…». 
Полотна мастера с их отточенными живописными приёмами и неповторимой индивидуальной цветовой палитрой, с их удивительно живой фактурой (от гладких, сплавленных в единую материю до вязких, рельефно-выступающих красочных поверхностей) всегда узнаваемы.
Борис Яковлевич Ряузов включён в международный художественный рейтинг (всемирный рейтинг художников XVIII—XXI веков, формирующих мировое художественное наследие).

## Произведения
Среди произведений следует выделить: серию работ «Воспоминания о фронте» (1950-е гг., Красноярский государственный художественный музей им. В.И. Сурикова); картины «Станок Курейка. Вечер» (1950 г., Львовская картинная галерея); «Туруханск. Последние льды» (1951 г., Государственная Третьяковская галерея); "Курейский плёс. Осень (1951 г., Ульяновский областной художественный музей); «Станок Курейка. 1914» (1951 г.,Государственная Третьяковская галерея); «В низовьях Енисея» (1953 г., Государственный Русский музей); «Начало шторма» (1953 г., Краснодарский краевой художественный музей им. А. В. Луначарского); «Лайнеры» (1966 г., частное собрание, Красноярск); «Красноярский ЦУМ» (1970-е гг., музей художника Б.Я. Ряузова, Красноярск); серию работ «Исторические места Сибири, связанные с жизнью и деятельностью В. И. Ленина» (1962-1973 гг., Ульяновский областной художественный музей, Вологодская областная картинная галерея, Кемеровский областной музей изобразительного искусства, Шушенская народная картинная галерея); серию работ, посвящённую советской милиции (1975-1980 гг.); картины «Новый город. (Уходит прошлое)» (1982 г., музей художника Б.Я. Ряузова, Красноярск); «Город строится» (1985 г.,  музей художника Б.Я. Ряузова, Красноярск);  «Начало весны» (1986 г., частное собрание, Красноярск); «г. Гжатск. 1943 (в военные годы)» (1988-1989 гг., Красноярский государственный художественный музей им. В.И. Сурикова).

## Музеи, где находятся произведения Бориса Ряузова

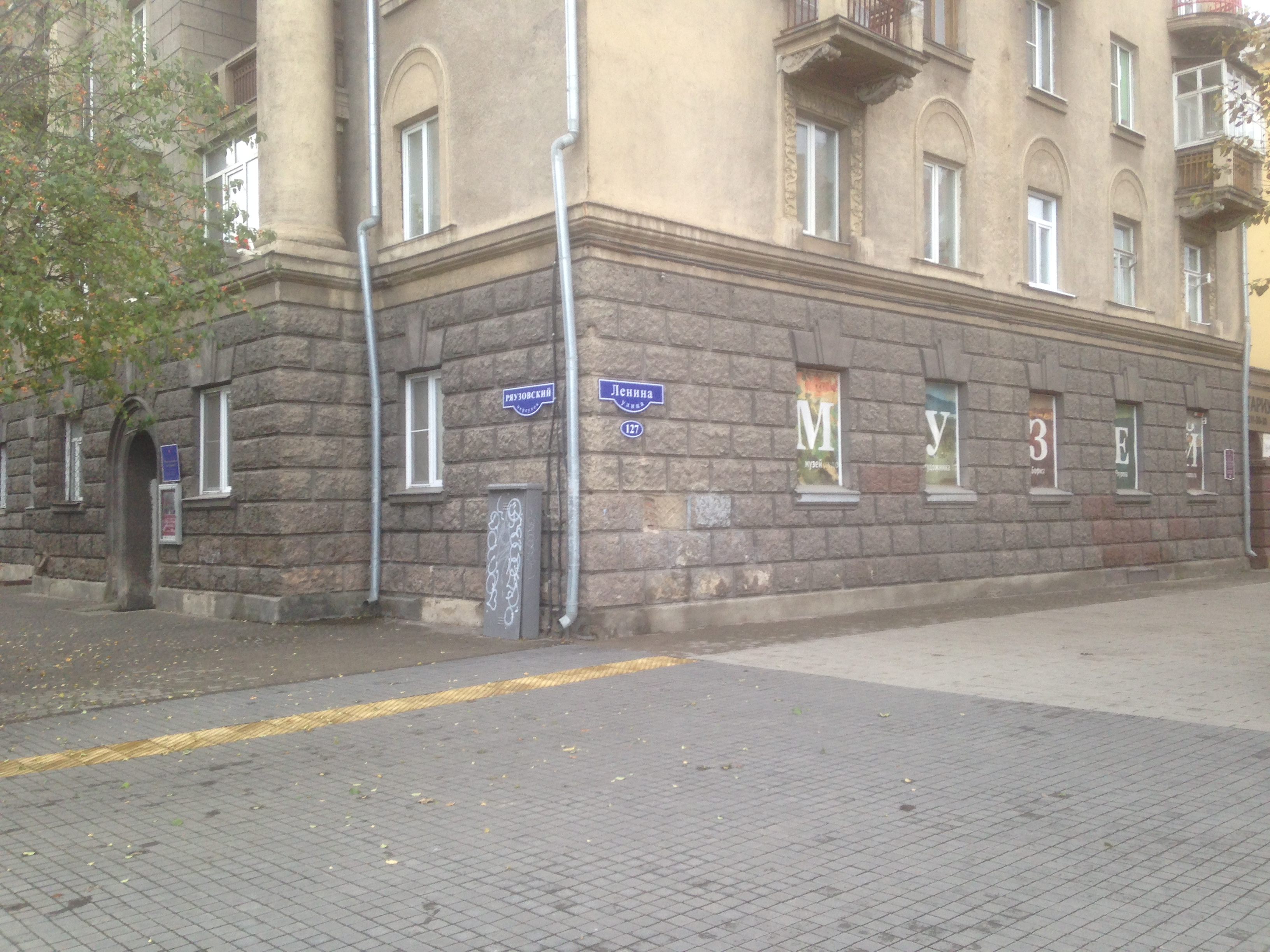
Панорама здания музея Б. Я. Ряузова в Красноярске

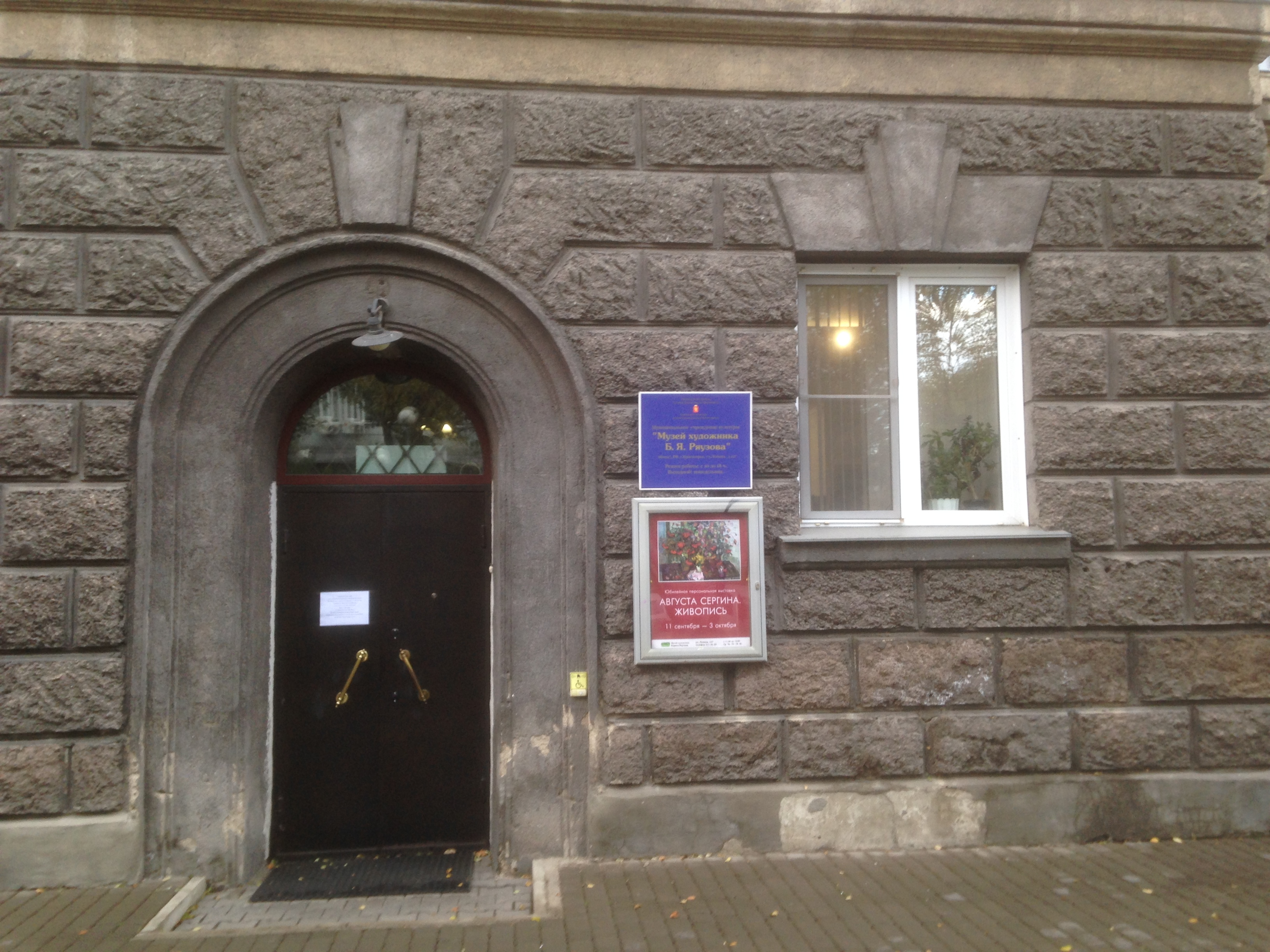
Парадный вход музея Б. Я. Ряузова в Красноярске

- Государственная Третьяковская галерея, Москва
- Государственный Русский музей, Санкт-Петербург
- Киевский музей русского искусства
- Львовская картинная галерея
- Феодосийская картинная картинная галерея им. И.К. Айвазовского
- Харьковский художественный музей
- Литовский художественный музей, Вильнюс
- Узбекский государственный музей искусств, Ташкент
- Бурятский республиканский художественный музей им. Ц.Сампилова, Улан-Удэ
- Музей изобразительных искусств республики Татарстан, Казань
- Якутский республиканский художественный музей им. М.Ф.Габышева, Якутск
- Архангельский областной музей изобразительных искусств
- Алтайский краевой музей изобразительных и прикладных искусств, Барнаул
- Астраханская картинная галерея им. Б.М. Кустодиева
- Брянский областной музей изобразительных искусств
- Вологодская областная картинная галерея
- Воронежский областной музей им. И.Н. Крамского
- Калужский областной художественный музей
- Кемеровский областной музей изобразительного искусства
- Костромской государственный объединённый художественный музей
- Краснодарский краевой художественный музей им. А.В. Луначарского
- Красноярский государственный художественный музей им. В.И. Сурикова
- Музей Московского государственного университета им. М. В. Ломоносова
- Мемориальный дом-музей А.М. Герасимова, Тамбов
- Музей художника Б. Я. Ряузова, Красноярск
- Нижегородский государственный художественный музей
- Новосибирский государственный художественный музей
- Пермская государственная художественная галерея
- Приморская краевая картинная картинная галерея, Владивосток
- Тамбовская областная картинная галерея
- Тверская областная картинная галерея
- Ульяновский областной художественный музей
- Художественно-мемориальный музей И.Е. Репина, г. Чугуев, Харьковская обл., Украина
- Ачинский музейно-выставочный центр

Помимо музеев, работы Бориса Ряузова хранятся в частных собраниях России, Великобритании, Германии, Франции, Японии, США.

## Избранная литература
- Герасимов А. Тридцать пять лет советского искусства // Искусство. — 1952. № 6
- Гонтаровский Е. Певец родной земли. // Красноярский рабочий. — 1960. — 6 июля
- Давыденко И. Солдат и художник // Енисей, Красноярск, — 1975. № 2
- Лавренёв Б. Художники-маринисты // Искусство. — 1954. № 3
- Машковцев Н. Путь к сюжетной картине // Советская культура. — 14 января.
- Москалюк М. В. Борис Ряузов. Живопись. — Красноярск., 1999
- Никифоров Б. Тема родной природы на художественной выставке 1950 года // Искусство. — 1951. № 2
- Никулина О. Через пейзаж о времени и человеке // Советская культура. — 1976. — 12 октября.
- Нордштейн Т. Искусство Сибири и Дальнего Востока. Альбом — Л., 1984.
- Сопоцинский О. Пейзаж // Искусство. — 1952. № 3
- Сокольников М. Изобразительное искусство РСФСР 1917—1957. Часть II. — М., 1957.
- Сопоцинский О. Образ Родины. — Л., 1958.
- Сибирь социалистическая. Третья зональная выставка. Каталог. — Красноярск., 1969
- Сысоев П. Десятая академическая // Правда. — 1971. — 25 мая
- Ситнина М. Ряузов Б. Я. Биографическая справка // Выставка произведений художников Российской Федерации. Каталог. — Л. 1974.
- Тимашевич Н. 60-летию Великого Октячбря. Альбом. — Л. 1983.
- Шугаев В. Пробуждение чувств // Художник. - 1987. № 10.
- 5-я зональная художественная выставка. — Л., 1983.
- 225 лет Академии художеств СССР. Каталог выставки., том II. — М, 1983.
- Искусство Сибири и Дальнего Востока. — Л., 1984.
- Красноярская художественная выставка. 350-летию г. Красноярска посвящается. Каталог. — Красноярск, 1978.
- XXXIX-я сессия Академии художеств СССР. Сборник материалов. — М., 1984.
- Академия художеств СССР. 1983—1987. Каталог-альбом. — М., 1990.
- XVII Выставка произведений членов Академии художеств СССР. Каталог. — М., 1991.
- Ряузов Борис Яковлевич. 1919—1994. Живопись. Каталог выставки. — Красноярск. — 1996.
- Город глазами художника. 370-летия Красноярска посвящается. Набор открыток. — Красноярск, 1998.